# Plaza del Ayuntamiento (Valencia)
La plaza del Ayuntamiento (en valenciano: plaça de l’Ajuntament) es el nombre que recibe una de las plazas más importantes y céntricas de la ciudad de Valencia (España). Se caracteriza por la presencia de edificios, la mayoría de ellos de estilo ecléctico y racionalista, levantados durante la primera mitad del siglo XX, como la casa consistorial, sede del Ayuntamiento de Valencia. Destaca también su fuente de traza circular y la escultura homenaje al jurat en cap de la ciudad a principios del siglo XIV, Francesc de Vinatea. 
En medio de la plaza se encuentran puestos de venta de flores alrededor de un amplio espacio llano donde se celebran las tradicionales mascletàs cada año durante la festividad de las Fallas de Valencia, y es punto de encuentro para 17 líneas de EMT Valencia, más 10 de sus líneas nocturnas.

## Nombres
Desde 1423 se tiene constancia del nombre de plaza de San Francisco a los jardines que se encontraban al norte del convento de San Francisco. Durante el siglo XIX tuvo otros nombres como del General Espartero (1840-1843), de Isabel II (1843-1868) o de la Libertad (1868-1874), para luego volver a llamarse de San Francisco hasta el año 1900.
Desde el 11 de febrero de 1900 la plaza tomó el nombre de Emilio Castelar, uno de los presidentes durante la I República Española. El nombre estuvo vigente hasta el término de la guerra civil española. Entre 1939 y 1979 la plaza fue conocida como del Caudillo, acogiendo incluso una escultura ecuestre del dictador, y durante la transición española cambió su nombre por el de País Valenciano, hasta que en 1987 tomó su actual denominación neutra de plaza del Ayuntamiento.
En el año 2008 hubo una propuesta del Consejo Valenciano de Cultura para renombrarla como plaza del Rey Jaime I pero el ayuntamiento exigía la necesidad de consenso para aceptar dicho cambio, que no se produjo.

## Historia

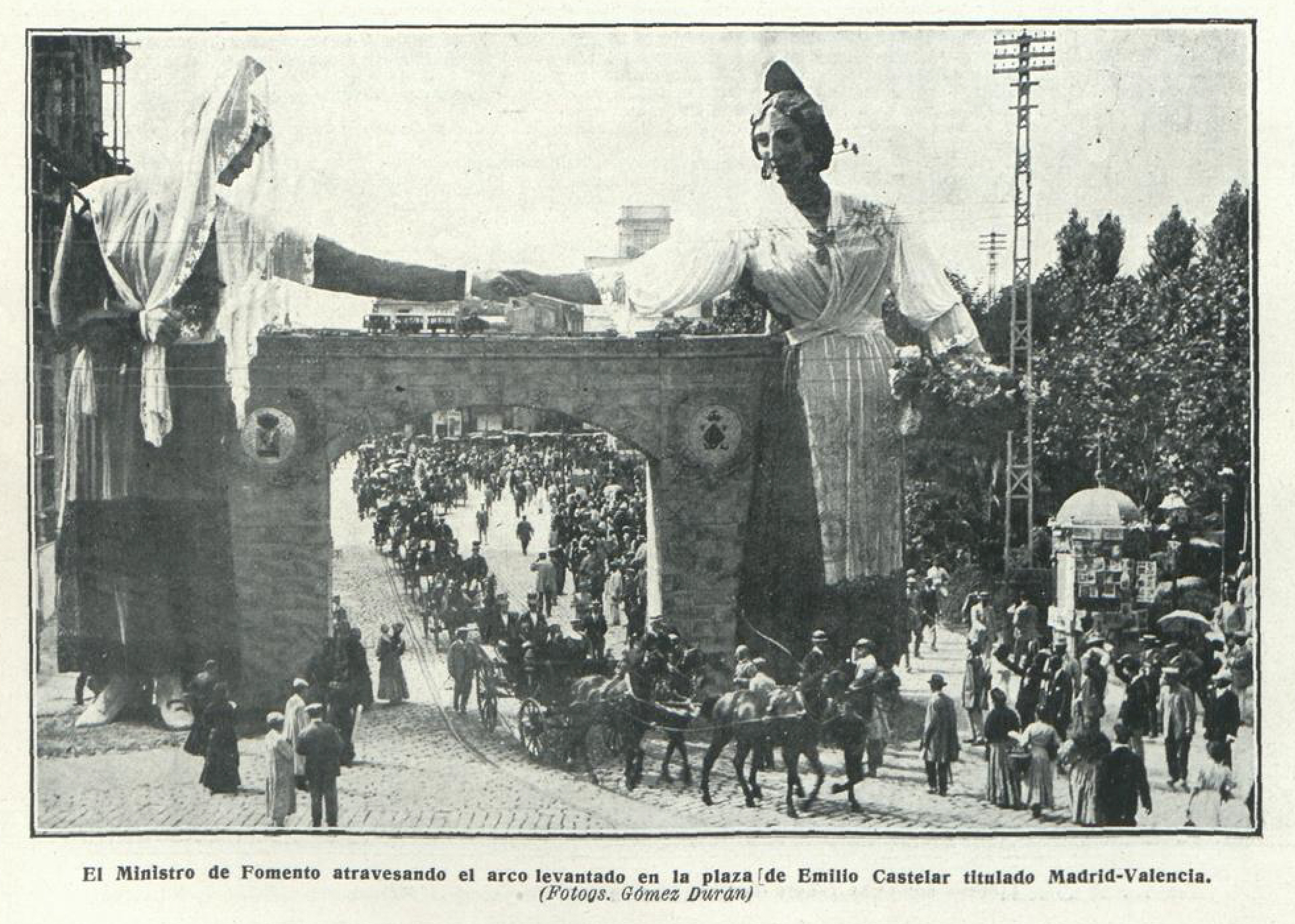
El ministro de Fomento atravesando un arco en la plaza titulado «Madrid-Valencia» en 1910.

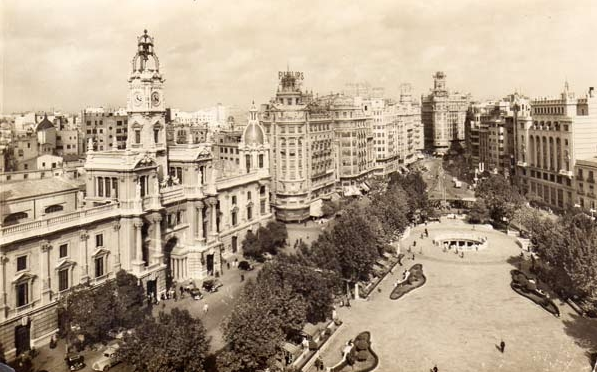
La plaza en 1962.

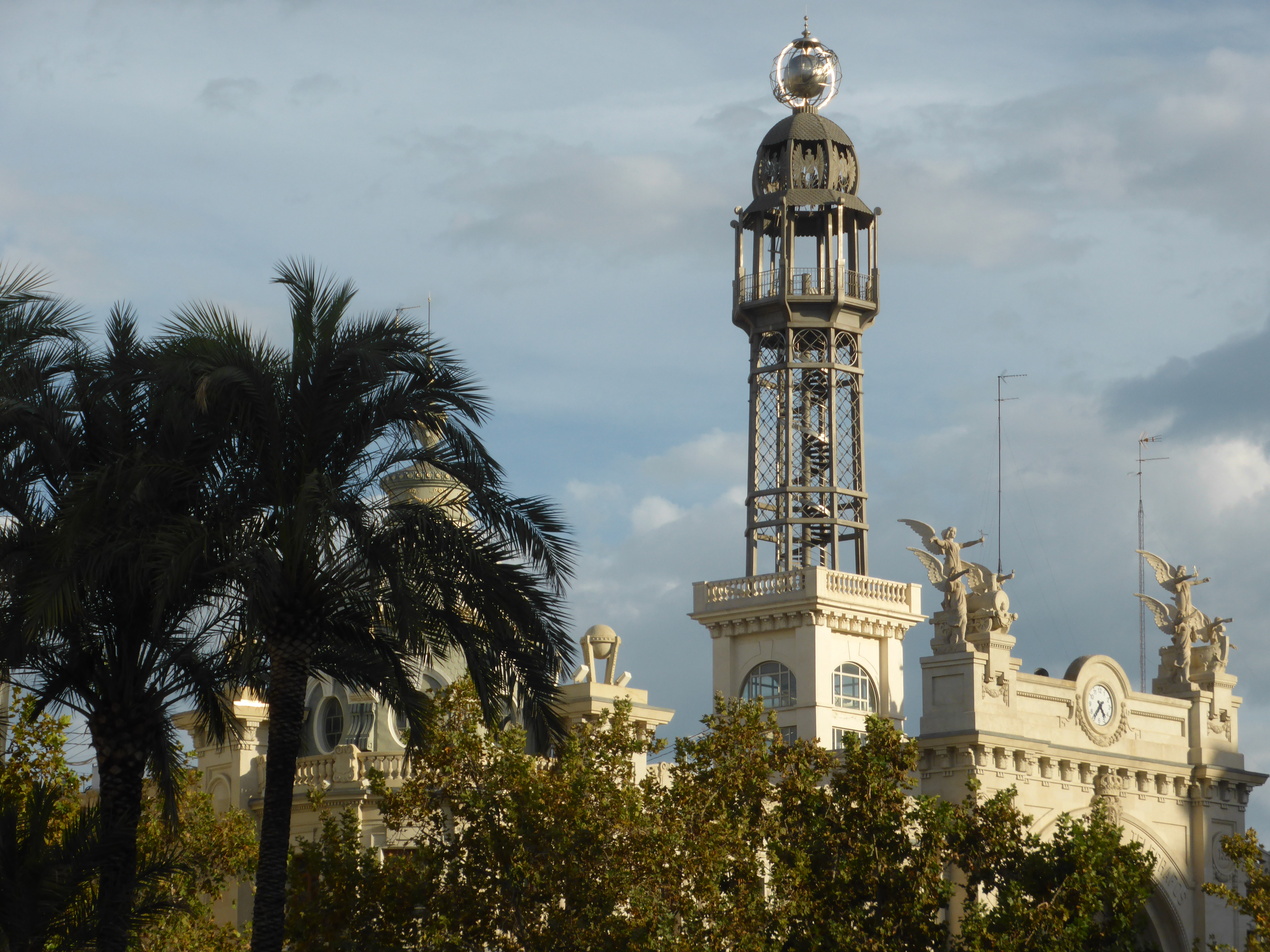
La torre metálica del edificio de Correos y Telégrafos.

### Orígenes
La plaza tiene su origen en el antiguo Convento de San Francisco, cuyos terrenos el rey Jaime I otorgó a los franciscanos para construir su convento extramuros a la ciudad en el siglo XIII, justo donde se ubicaba la casa de recreo de Abú Zayd, último gobernador almohade de la ciudad. El convento quedó intramuros tras la construcción de la nueva muralla del siglo XIV. La desamortización de 1835 hizo que el edificio pasara a convertirse en cuartel de caballería hasta que su gran deterioro llevó a su demolición en 1891, dando paso así al espacio que hoy ocupa el centro de la plaza. 

### SigloXIX
Antes, en 1852, llegaba al sur de la actual plaza (a la parte trasera del cuartel) la primera Estación del Norte que tuvo la ciudad, que suponía la llegada a Valencia de la tercera línea española de ferrocarril y comunicaba el centro de la ciudad con El Grao. Esta estación estuvo en funcionamiento hasta que en 1917 se inauguró la actual Estación del Norte, cien metros más al sur.
En 1854 se había trasladado el consejo municipal, en principio con carácter provisional, desde la antigua Casa de la Ciudad hasta la Casa de la Enseñanza, fundada por el Arzobispo Mayoral, en la calle de la Sangre, pero se quedó definitivamente en este lugar y a partir de 1904 empezó la reforma del edificio para convertirlo en la actual casa consistorial abierta a la plaza. A partir de este momento se empezó a gestar en la mente de las autoridades municipales la construcción de una gran plaza que fuera centro comercial y administrativo y estuviera acorde con la importancia que requería la definitiva ubicación del ayuntamiento de la ciudad.

### SigloXX
En 1907 empezó la demolición del antiguo barrio de pescadores, al este de la plaza, para convertirlo en centro financiero, y entre 1913 y 1922 se construyó el Palacio de Comunicaciones (o Edificio de Correos) de estilo ecléctico, que supone uno de los edificios de referencia para la plaza. 
Entre 1927 y 1933 tuvieron lugar, fruto del diseño del arquitecto municipal Javier Goerlich, los derribos de la antigua bajada de San Francisco, una calle con una ligera pendiente que comunicaba la calle San Vicente Mártir con la plaza, dando así lugar a la apertura de la plaza hacia el norte comunicándola definitivamente con la calle de San Vicente Mártir y con la nueva avenida de María Cristina hacia la plaza del Mercado.

## Edificios relevantes

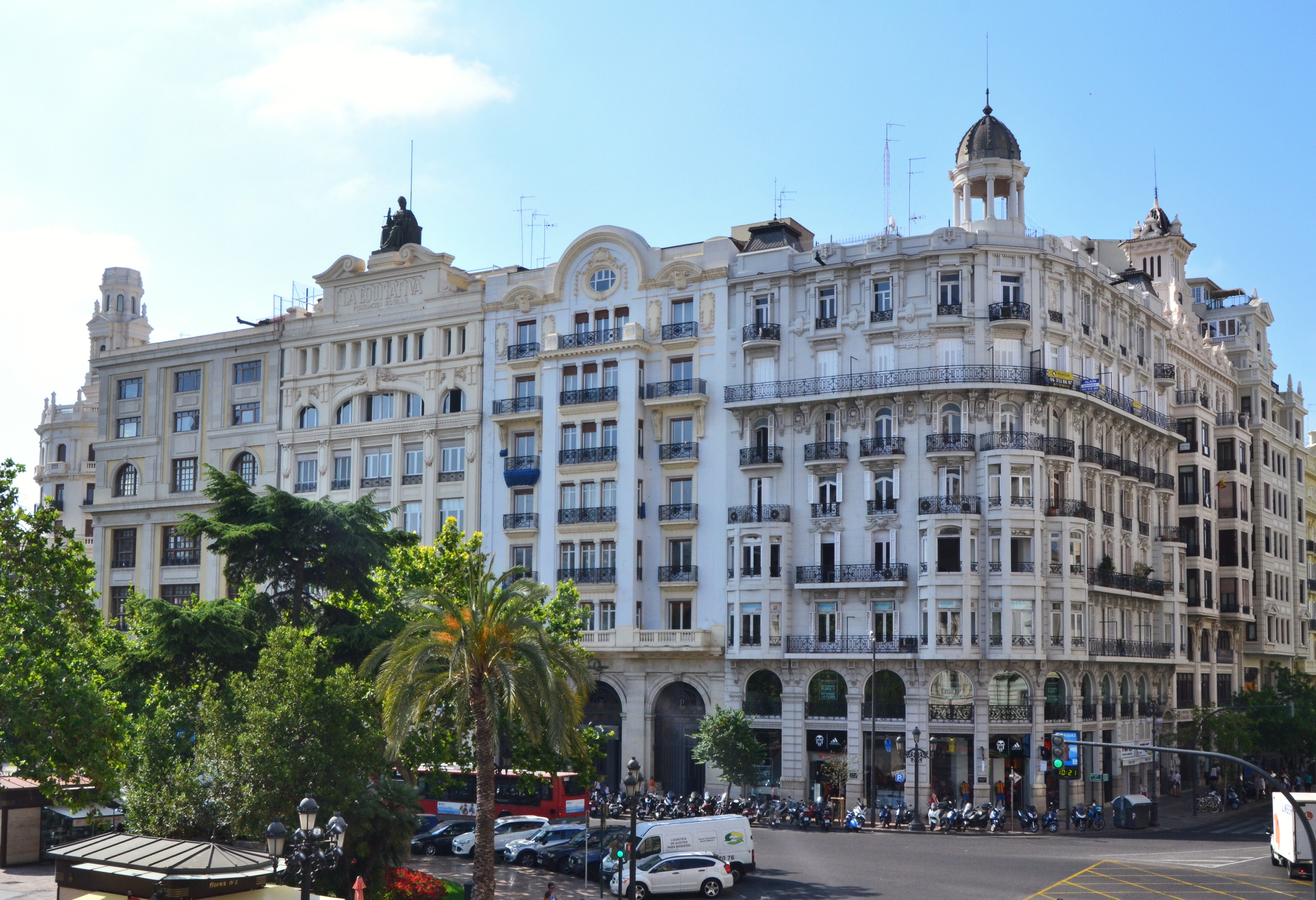
Edificios de principios del siglo XX, como el Edificio de la Equitativa y el Edificio Telefónica, en la plaza del Ayuntamiento.

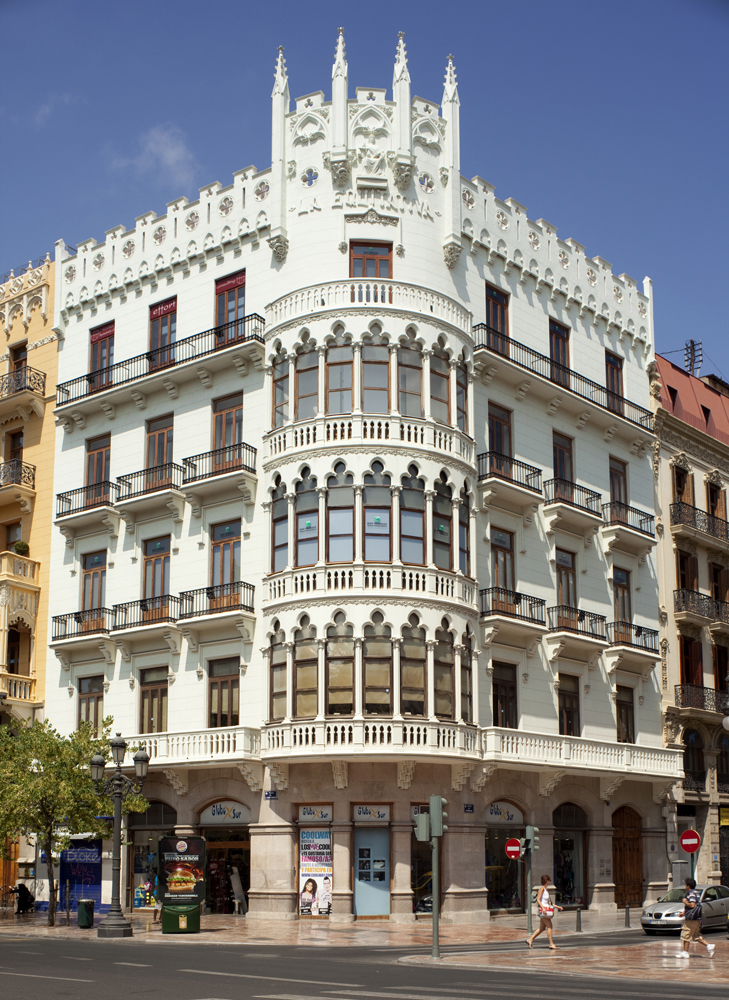
El Edificio Suay de 1910, de estilo modernista.

Varios edificios de valor histórico y arquitectónico rodean la plaza, como:
- Casa Noguera (1909)
- Edificio Suay (1910)
- Casa Ernesto Ferrer (1910-1913)
- Edificio de Correos y Telégrafos (1915-1922), de estilo ecléctico y modernismo valenciano
- Edificio Telefónica (1926-1928), de estilo racionalista
- Edificio de La Equitativa (1927-1929)
- Casa Consistorial de Valencia (1758-1930), de estilo neoclásico
- Edificio Barrachina (1929-1930)
- Edificio Balanzá (1928-1931)
- Edificio Cervera (1931-1932)
- Edificio Gil (1931-1932)
- Cine Rialto (1935-1939), de estilo art déco valenciano
- Edificio del Ateneo Mercantil (1941-1953)

## Eventos

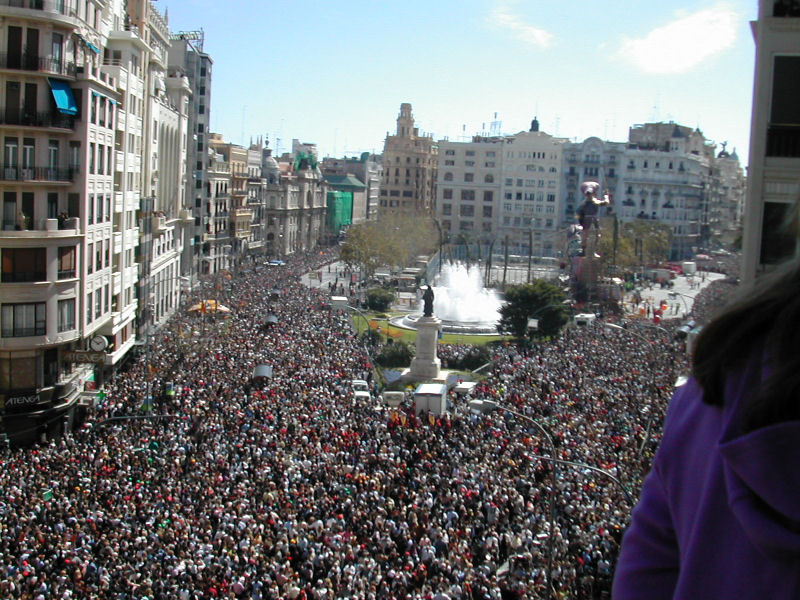
Ambiente de la plaza previo a una mascletá durante la Festividad de las Fallas

Desde el día 1 de marzo hasta el 19 de marzo de cada año tienen lugar las tradicionales mascletás en el centro de la explanada, un espectáculo pirotécnico, con un amplio cordón de seguridad para los espectadores, que se celebra a las 14:00 horas durante la celebración de la festividad de las Fallas.
Desde el 29 de noviembre de 2015 la plaza permanece completamente peatonal los últimos domingos de cada mes entre las 10 y las 20 horas.

## Transportes
En las inmediaciones de la céntrica plaza pasan gran parte de las líneas de EMT Valencia, pero desde su peatonalización en el año 2020 llegan hasta la plaza las líneas C1, 6, 8, 11, 14, 35 y 70. Además todas las líneas nocturnas tienen paradas en la misma plaza o muy próximas a ella.
La estación de Metrovalencia más cercana es la de Xàtiva situada en la calle Xàtiva a unos 150 metros al sur de la plaza, por donde pasan las líneas 3, 5 y 9.